# Borderlands 2
Borderlands 2 — комп'ютерна гра в жанрі шутера від першої особи з елементами RPG, продовження комп'ютерної гри Borderlands (2009). Відрізняється від своєї попередниці поліпшеною системою модінгу зброї і більш продуманим сюжетом. Розроблена Gearbox Software і випущена 2K Games для Linux, Microsoft Windows, PlayStation 3, Mac OS X і Xbox 360, у 2014 році 6 травня в Америці і 28 травня в Європі вийшла версія для PlayStation Vita. 25 березня 2015 відбувся реліз гри на Playstation 4 і Xbox One у складі збірки Borderlands: The Handsome Collection, куди увійшли Borderlands 2 і Borderlands: The Pre-Sequel. Дане видання також містить в собі всі DLC до обох ігор.  

## Ігровий процес
Гра Borderlands 2 будується на тих же елементах геймплея, що і її попередниця. Це шутер від першої особи, що включає в себе елементи розвитку персонажів, як RPG, що дозволило Gearbox назвати гру «рольовим шутером». На початку гри гравець може вибрати одного з чотирьох персонажів (при наявності доповнень — з шести), кожен з яких володіє унікальними навичками і схильністю до якої-небудь виду зброї. Проте гравець може носити будь-яку зброю незалежно від класу. Наприклад, щоб використовувати снайперську гвинтівку, не обов'язково грати за відповідного персонажа. Після цього гравець отримує завдання від неігрових персонажів чи дощок оголошень. За виконання кожного завдання гравець отримує винагороду у вигляді грошей, еридія (рідкого кристала, за який можна придбати різні поліпшення для персонажа на чорному ринку), очок досвіду і іноді отримує який-небудь предмет. Ігровий світ також змінився. З'явилися засніжені локації і нові вороги. Гравець отримує очки досвіду за вбивство ворогів і виконання ігрових досягнень, як, наприклад, вчинення певної кількості вбивств яким-небудь типом зброї. З ростом досвіду та досягненням нових рівнів гравець може витратити очки навичок в таблиці навичок з трьома різними спеціалізаціями персонажа. Проходження основного сюжету Borderlands 2 одним персонажем займе приблизно 30 годин. Після проходження основного сюжету, як і в першій частині, розблоковується режим True Vault Hunter Mode (TVMH), за якого гравці можуть переграти кампанію на більш складних умовах, зберігаючи всі свої навички, рівні, XP, зброю та спорядження.

## Сюжет
З моменту подій Borderlands, в якій гравці відкрили секрети Сховища, минуло 5 років. Персонаж на прізвисько Красунчик Джек (англ.  Handsome Jack), антагоніст ігри, присвоїв собі заслуги Шукачів Сховища, отримав контроль над корпорацією «Гіперіон» і оголосив себе Диктатором Пандори, взявши на себе відповідальність за знищення Руйнівника (англ.  Destroyer). Обіцяючи очистити планету від беззаконня, Красунчик Джек почав кампанію індустріалізації планети і знищення населення колоністів яке було там. Головний символ правління Красеня Джека — Геліос. База завжди видима і може доставити сили «Гіперіону» у будь-яку точку планети. Завдання нової команди Шукачів Сховища — ліквідація Джека і повернення миру на Пандору.

## Персонажі
Як і в оригінальному Borderlands гравцеві дається на вибір чотири персонажа (при наявності додатків — шість), але вже інших.
- Акстон (англ.  Axton) в ролі Солдата (англ.  Commando). Має металевий знак американських військ над лівою бровою. Розшукується за воєнні злочини. Використовує турелі за аналогією з Роландом. На відміну від Роланда, його турель має більше шляхів модифікації. Розлучений, носить на шиї жетони і кільце колишньої дружини. Служив в корпорації «Даль» (англ.  Dahl), її символ можна знайти на турелі. Виглядає як звичайна людина, нічим не примітна. Нагорода за голову— 5 000 000 000 $.
- Майя (англ.  Maya) в ролі Сирени (англ.  Siren). Майя, як і Ліліт з оригіналу, є Сиреною (однієї з 6 дівчат з надлюдськими здібностями). На відміну від Ліліт, Майя наділена іншою здатністю, «Фазове Захоплення» (англ.  Phaselock), з допомогою якої вона піднімає в повітря і знерухомлює ворогів. Виглядає як звичайна дівчина, але з синіми татуюваннями на лівій частині тіла і синіми же волоссям. Нагорода за голову— 720 000 000 000 $.
- Сальвадор (англ.  Salvador) в ролі Шизостріла (англ.  Gunzerker). Сальвадор народився на Пандорі. Приймав величезну кількість стероїдів. У Сальвадора є вміння стрільби з двох рук різними видами зброї. Виглядає як низькорослий качок з темно-синім ірокезом і бородою. Нагорода за голову— 99 000 000 000. 99 $.
- Зер0 (англ.  Zer0) в ролі Вбивці (англ.  Assassin). У вступному ролику йдеться «Zero as a Number» (дослівний переклад «Число є Нуль»).  Останню літеру його імені прийнято заміняти на нуль. Розшукується за політичні вбивства. Зеро отримав своє прізвисько тому, що при вбивстві на його шоломі з'являється голографічна цифра нуль. Свої емоції він також висловлює шляхом виведення на шолом різних символів. Спілкується він дуже короткими реченнями, що утворюють риму (хайку). Здатність Зеро є Обман (англ.  Deception), з допомогою якої він залишає замість себе голографічного клону, а сам у невидимості підходить до ворога непоміченим, при цьому втрати від зброї і від рукопашній атаки збільшується в залежності від того, скільки гравець пробув в режимі невидимості, і може збільшуватися до 200 % і навіть 650 %. Про справжню зовнішність Зеро нічого невідомо, він завжди носить закритий костюм. Це не людина — у нього на руках всього по 4 пальці, Ангел сумнівається в ехо записах. Нагорода за голову— 32 000 000 000 $.
- Гейдж (англ.  Gaige) в ролі Мехромантки (англ.  Mechromancer) (У російській версії — Гайка). Вона була додана в гру в додатку Mechromancer Pack і є п'ятим ігровим персонажем. Відсутня у вступному ролику. Здатність Гейдж є заклик власного робота по імені Жестокус (англ.  Deathtrap) (аналог Кровокрила Мордекая), який діє досить довго і розправляється з ворогами своїми пазурами, а при наявності поліпшень різною зброєю дальнього бою. Виглядає як молода дівчина, одягнена в стилізовану шкільну форму, Вік 18 років. Її ліва рука замінена на механічну: після невдалого експерименту Гейдж позбулася кисті, але вирішила замінити всю руку, тому що так «прикольніше» і дозволяє розмістити систему управління Жестокусу. Нагорода за голову— 820 000 000 000 $.
- Кріґ (англ.  Krieg) в ролі Психа (англ.  Psycho). Він є шостим іграбельним персонажем і був доданий в гру в додатку Psycho Pack. Відсутній у вступному ролику. Народився в глибинах Пандори, а його ім'я — кошмар для будь-якого бандита. Кріґ страждає роздвоєнням особистості: перша особа — сам Кріґ, друга, мабуть- Божевільний псих. В якості зброї воліє власною сокирою. Відчуває теплі почуття до сирени Майї, але не може їх виразити через розлади психіки. Нагорода за голову— 100 000 000 000 $.

Також гравець може зустріти безліч інших персонажів з першої частини гри: Ангела, Залізяку, Танніс, Моксі та інших, які будуть давати завдання або допомагати під час їх виконання. Головні герої першої частини гри (Роланд, Ліліт, Мордекай та Брік) присутні в грі в якості основних сюжетних персонажів.

## Завантажувані додатки (DLC)
- Mechromancer Pack (9 жовтня 2012)
- Captain Scarlett and Her Pirate's Booty (16 жовтня 2012)
- Mr. Torgue's Campaign of Carnage (20 листопада 2012)
- Creature Slaughterdome (11 грудня 2012)
- Collector's Edition Pack (11 грудня 2012)
- Sir Hammerlock’s Big Game Hunt (15 січня 2013)
- Ultimate Vault Hunter Upgrade Pack (2 квітня 2013)
- Psycho Pack (14 березня 2013)
- Tiny Tina's Assault on Dragon Keep (25 червня 2013)
- Ultimate Vault Hunter Upgrade Pack Two: Digistruct Peak Challenge (3 вересня 2013)
- Headhunter Missiong 1 - T.K. Baha's Bloody Harvest (22 жовтня 2013)
- Headhunter Missiong 2 - The Horrible Hunger of the Ravenous Wattle Gobbler (26 листопада 2013)
- Headhunter Missiong 3 - How Marcus Saved Mercenary Day (17 грудня 2013)
- Headhunter Missiong 4 - Mad Moxxi and the Wedding Day Massacre (11 лютого 2014)
- Commander Lilith & the Fight for Sanctuary (9 червня 2019)

## Розробка
Через несподіваний успіх першої Borderlands, яка була продана тиражем від трьох до чотирьох з половиною мільйонів копій з моменту випуску, художній директор Майк Ньюман стверджував про ймовірність продовження гри, додавши, що рішення про це «не вимагає великого розуму». 2 серпня 2011 року вийшло офіційне підтвердження продовження під назвою Borderlands 2, сценаристом якого на наступний день був оголошений Ентоні Берч. Перші начерки гри були показані на міжнародній виставці Gamescom 2011, розширений огляд був включений в серпневий номер журналу Game Informer з знімком екрана гри на обкладинці. Як і перша гра, Borderlands 2 розроблялася компанією Gearbox Software з використанням движка Unreal Engine 3 від Epic Games і була видана компанією 2K Games. Спочатку гра була запланована на 30 липня 2012, але потім була перенесена на 18 вересня 2012 в Північній Америці, і 21 вересня 2012, в іншому світі.
У Gearbox розповіли, що вшанують недавно померлого від раку фаната гри Майкла Джона Мамаріла, додавши неігрового персонажа на ім'я Майкл. Його можна зустріти з певною ймовірністю в різних місцях Притулку. Якщо гравці зустрінуть цього персонажа, то він вручить їм якусь зброю і зникне. В додаток до цього Gearbox опублікували посвята Мамарилу голосом персонажа гри Клептрепу.

## Оцінки, рецензії та нагороди
| Агрегатор  | Оцінка                                                      |
| ---------- | ----------------------------------------------------------- |
| Metacritic | PC: 89/100 PS3: 91/100 X360: 89/100 VITA: 64/100 VR: 72/100 |

| Видання        | Оцінка  |
| -------------- | ------- |
| 1Up.com        | B       |
| Destructoid    | 8.5/10  |
| Eurogamer      | 9/10    |
| Game Informer  | 9.75/10 |
| GameSpot       | 8.5/10  |
| GamesRadar+    | [ 23 ]  |
| IGN            | 9/10    |
| PC Gamer (США) | 90/100  |
| Polygon        | 7.5/10  |
| VentureBeat    | 92/100  |
| X-Play         | [ 28 ]  |

### Прийом критиків
Гра отримала загалом позитивні відгуки після релізу, згідно з агрегатором рецензій Metacritic. Багато рецензентів зійшлися на думці, що гра стала відчутним покращенням оригіналу.
Алістер Пінсоф, пишучи для Destructoid, похвалив механіку стрільби та різноманітність зброї, яка може змінити ігровий досвід, оскільки різна зброя змушує гравців по-різному підходити до бою. Однак він був розчарований консервативним дизайном місій, особливо для гри з дещо гротескними персонажами. Крістіану Донлану з Eurogamer сподобалося різноманіття виробників зброї, і він відчув успішну зміну темпу гри. Він також похвалив широкі можливості кастомізації та різноманітність ворогів. Том Френсіс з PC Gamer погодився з ним, додавши, що дизайн ворогів робить бій цікавим і захоплюючим. Кріс Уоттерс з GameSpot похвалив стрільбу, назвавши її «солідною» і «такою, що приносить задоволення», хоча він був розчарований тим, що бої відчуваються однаковими між чотирма класами. Він також назвав світ Пандори «яскравим, живим місцем», на відміну від безлюдної пустелі Borderlands. Донланд і Ден Райкерт з Game Informer високо оцінили налаштування quality-of-life, зроблені Gearbox, причому Райкерт сказав, що вони зробили гру «помітно кращою» порівняно з першою грою. Майк Мінотті з VentureBeat описав Borderlands 2 як чудову суміш FPS і RPG, і похвалив Gearbox за вдосконалення жанру looter-shooter. Однак він розкритикував гру за повторне використання підземель і наявність деяких надмірно сильних ворогів. Рушійна складова гри була визнана втраченою можливістю. Боб Маккі з 1Up.com високо оцінив поліпшення в сиквелі, але вважав, що Gearbox могла б зробити більше, заявивши: «Ми могли б зробити більше, — сказав він. — Звичайно, змін тут достатньо, щоб заслужити „2“, але я не спостерігаю помітного покращення основного досвіду якимось чином, окрім деяких незначних покращень».
Пінсоф високо оцінив сюжет і сценарій гри, назвавши його «найсмішнішим і найкмітливішим сценарієм, який прикрашав гру з часів Portal 2». Він похвалив Gearbox за розширення лору та персонажів і додав, що кожен персонаж має власну «золоту середину комедійного діалогу». Йому також сподобалося, як гумор у грі підняв основну кампанію та побічні місії. Райкерту також сподобалися гумористичні цілі побічних місій, і він заявив, що вони мають велику «розважальну цінність». Він додав, що почуття гумору в грі є одним з найкращих в індустрії. Ентоні Галлегос з IGN назвав сюжет «передбачуваним», але все ж розцінив його як покращення в порівнянні з оригіналом. Однак йому сподобалося виконувати побічні завдання завдяки їхній презентації, написанню та дії, незважаючи на їхній традиційний дизайн. Мінотті, однак, вважав, що надмірна увага до гумору в грі підриває більш серйозні моменти гри. Мінотті похвалив колоритний склад персонажів, особливо відзначивши гумористичне написання Клептрепа, Крихітки Тіни та Еллі. Красунчик Джек також отримав багато похвал. Райкерт назвав його «цікавим», а Пінсоф додав, що він «привабливий».[99] Стерлінг Мак-Гарві, пишучи для GamesRadar, зазначив, що кампанія переповнена філерами, але розповідь залишається переконливою завдяки присутності Джека як сильного центрального антагоніста. Артур Гіс з Polygon також додав, що гра містить «квестовий дизайн MMORPG найгіршого ґатунку», і вважає, що Gearbox навмисно розтягнула гру, додавши непотрібні філери та контент. І Френсіс, і Артур Гіс з Polygon відзначили розчарування початковим сегментом гри, причому Френсіс сказав, що той «позбавляє гру всього того, що робить її хорошою».
Багатокористувацький режим гри отримав позитивні відгуки. Донлану і Райкерту сподобалося, як здібності чотирьох класів доповнюють одне одного. Райкерт додав, що кооперативний мультиплеєр ще більше підвищив рівень гри. Мінотті вважав, що мультиплеєр був таким же веселим, як і оригінал, і похвалив Gearbox за спрощення процесу приєднання інших гравців до сесії. Ваттерс вважав, що гра з друзями сприяє отриманню більш насиченого досвіду завдяки наявності торгівлі предметами, складності масштабування і кращим нагородам. Пінсоф критикував мультиплеєр за дизбаланс, оскільки система спільного луту означає, що більш досвідчені гравці отримують низькорівневий лут, коли грають з новими гравцями. Мак-Гарві також зазначив, що станцій респавну недостатньо і вони розташовані далеко один від одного, і що гравцям потрібно багато відступати, щоб возз'єднатися зі своїми товаришами по команді після смерті одного з гравців.
Порт для PlayStation Vita отримав змішані відгуки. Хоча його хвалили за те, що він пропонує всю гру та додатковий вміст на портативній консолі, порт, як правило, критикували за знижену якість графіки та звуку, лаги та непослідовну частоту кадрів, а також за те, що він пропонував багатокористувацький режим лише для двох гравців, а не для чотирьох. IGN оцінив порт на 5,4 бала з 10, дійшовши висновку, що «погіршена графіка позбавляє гру більшої частини її пишного шарму, а нестабільна продуктивність і ненадійне сенсорне керування заважають ігровому процесу сяяти, як це було в минулому». Стівен Петіт з IGN, рецензуючи версію для PlayStation VR, назвав її «пристойною адаптацією» і одним з «найглибших шутерів», доступних на платформах віртуальної реальності. Однак він поскаржився на відсутність мультиплеєра і висловив свою неприязнь до використання у грі управління руху. Реліз VR-версії для ПК супроводжувався технічними проблемами, і лише 45 % гравців залишили позитивні відгуки на Steam.

### Продажі
Гра Borderlands 2 отримала великий комерційний успіх. Це була найбільш попередньо замовлена гра в історії 2K. Вона стала найбільш продаваною роздрібною грою у Великій Британії протягом тижня після релізу, обійшовши конкурентів, включаючи F1 2012 і Pro Evolution Soccer 2013. Вона отримала найбільший запуск гри у Великій Британії в 2012 році, перевершивши рекорд Mass Effect 3, і вчетверо перевищила продажі першої гри за той самий період часу. Понад 70 % продажів припало на версію для Xbox 360. У США вона стала другою найбільш продаваною роздрібною грою місяця, продавши понад 1,82 млн одиниць. Вона стала сьомою найбільш продаваною грою у Великій Британії та десятою найбільш продаваною грою в США в 2012 році.
1 листопада 2012 року Take-Two Interactive оголосила, що вони відвантажили 5 мільйонів копій. Дохід і прибуток Take-Two у другому кварталі перевершив очікування компанії, причому успіх Borderlands 2 був названий одним з факторів, що сприяли цьому. У лютому 2014 року 2K Games оголосила, що гра була продана в кількості понад 8,5 млн копій, що зробило її найуспішнішим комерційним релізом для видавця. Станом на березень 2015 року було продано понад 12 млн копій. 2019 року Take-Two оголосила, що гра була продана в кількості понад 20 млн копій, і додала, що гра змогла утримувати 1 млн користувачів щомісяця майже через вісім років після її виходу.

### Суперечки
Суперечки щодо сексизму розгорілися за місяць до запланованого релізу гри після того, як дизайнер Gearbox Джон Гемінґвей заявив виданню Eurogamer, що в режимі Mechromancer буде «дерево навичок подруги» для людей, які «відстійно грають у шутери від першої особи». Пізніше генеральний директор Ренді Пітчфорд пояснив, що дерево навичок називається «Найкращі друзі назавжди» і що опис Гемінґвея був лише «особистим анекдотом». Після виходу гри деякі фанати розкритикували персонаж Крихітки Тіни за «расизм», оскільки вона є білою дівчиною, яка використовує афроамериканську розмовну англійську. Берч відповів, що він може змінити її характер у наступних DLC.
Інший проєкт Gearbox, Aliens: Colonial Marines, розроблений у партнерстві з Sega, мав проблеми з розробкою під час виробництва Borderlands 2. Інсайдерські джерела стверджували, що після успіху першої Borderlands, Gearbox виділила майже всі свої ресурси і робочу силу на розробку сиквелу і Duke Nukem Forever і знехтувала розробкою Colonial Marines, передавши її розробку на аутсорс. Colonial Marines вийшла у 2013 році і отримала негативні відгуки.
Уейд Каллендер, який працював у Gearbox юристом з 2010 по 2018 рік, подав до суду на Пітчфорда в січні 2019 року, стверджуючи, що той взяв 12 мільйонів доларів роялті від Take-Two, маючи намір фінансувати розробку гри для себе через свою особисту компанію Pitchford Entertainment. 2 жовтня того ж року суд відхилив позов без ухвалення рішення.

### Нагороди
| Рік  | Нагорода                                              | Категорія | Результат | Прим. |
| ---- | ----------------------------------------------------- | --- | --------- | ----- |
| 2012 | Spike Video Game Awards 2012                          | Студія року (Gearbox Software)\| style="background: #FDD; color: black; vertical-align: middle; text-align: center; " class="no table-no2"\|Номінація | [ 49 ]    |       |
| 2012 | Spike Video Game Awards 2012                          | style="background: #FDD; color: black; vertical-align: middle; text-align: center; " class="no table-no2"\|Номінація                                  | [ 49 ]    |       |
| 2012 | Spike Video Game Awards 2012                          | style="background: #FDD; color: black; vertical-align: middle; text-align: center; " class="no table-no2"\|Номінація                                  | [ 49 ]    |       |
| 2012 | Spike Video Game Awards 2012                          | style="background: #99FF99; color: black; vertical-align: middle; text-align: center; " class="yes table-yes2"\|Перемога                              | [ 49 ]    |       |
| 2012 | Spike Video Game Awards 2012                          | style="background: #99FF99; color: black; vertical-align: middle; text-align: center; " class="yes table-yes2"\|Перемога                              | [ 49 ]    |       |
| 2012 | Spike Video Game Awards 2012                          | style="background: #99FF99; color: black; vertical-align: middle; text-align: center; " class="yes table-yes2"\|Перемога                              | [ 49 ]    |       |
| 2012 | Spike Video Game Awards 2012                          | style="background: #FDD; color: black; vertical-align: middle; text-align: center; " class="no table-no2"\|Номінація                                  | [ 49 ]    |       |
| 2012 | Spike Video Game Awards 2012                          | style="background: #99FF99; color: black; vertical-align: middle; text-align: center; " class="yes table-yes2"\|Перемога                              | [ 49 ]    |       |
| 2013 | 40th Annie Awards                                     | style="background: #FDD; color: black; vertical-align: middle; text-align: center; " class="no table-no2"\|Номінація                                  | [ 50 ]    |       |
| 2013 | 16th Annual D.I.C.E. Awards                           | style="background: #FDD; color: black; vertical-align: middle; text-align: center; " class="no table-no2"\|Номінація                                  | [ 51 ]    |       |
| 2013 | 16th Annual D.I.C.E. Awards                           | style="background: #99FF99; color: black; vertical-align: middle; text-align: center; " class="yes table-yes2"\|Перемога                              | [ 51 ]    |       |
| 2013 | 16th Annual D.I.C.E. Awards                           | style="background: #FDD; color: black; vertical-align: middle; text-align: center; " class="no table-no2"\|Номінація                                  | [ 51 ]    |       |
| 2013 | 16th Annual D.I.C.E. Awards                           | style="background: #FDD; color: black; vertical-align: middle; text-align: center; " class="no table-no2"\|Номінація                                  | [ 51 ]    |       |
| 2013 | 16th Annual D.I.C.E. Awards                           | style="background: #FDD; color: black; vertical-align: middle; text-align: center; " class="no table-no2"\|Номінація                                  | [ 51 ]    |       |
| 2013 | 9th British Academy Games Awards                      | style="background: #FDD; color: black; vertical-align: middle; text-align: center; " class="no table-no2"\|Номінація                                  | [ 52 ]    |       |
| 2013 | 9th British Academy Games Awards                      | style="background: #FDD; color: black; vertical-align: middle; text-align: center; " class="no table-no2"\|Номінація                                  | [ 52 ]    |       |
| 2013 | 9th British Academy Games Awards                      | style="background: #FDD; color: black; vertical-align: middle; text-align: center; " class="no table-no2"\|Номінація                                  | [ 52 ]    |       |
| 2013 | 9th British Academy Games Awards                      | style="background: #FDD; color: black; vertical-align: middle; text-align: center; " class="no table-no2"\|Номінація                                  | [ 52 ]    |       |
| 2013 | National Academy of Video Game Trade Reviewers Awards | style="background: #FDD; color: black; vertical-align: middle; text-align: center; " class="no table-no2"\|Номінація                                  | [ 53 ]    |       |
| 2013 | National Academy of Video Game Trade Reviewers Awards | style="background: #FDD; color: black; vertical-align: middle; text-align: center; " class="no table-no2"\|Номінація                                  | [ 53 ]    |       |
| 2013 | National Academy of Video Game Trade Reviewers Awards | style="background: #FDD; color: black; vertical-align: middle; text-align: center; " class="no table-no2"\|Номінація                                  | [ 53 ]    |       |
| 2013 | National Academy of Video Game Trade Reviewers Awards | style="background: #99FF99; color: black; vertical-align: middle; text-align: center; " class="yes table-yes2"\|Перемога                              | [ 53 ]    |       |
| 2013 | National Academy of Video Game Trade Reviewers Awards | style="background: #99FF99; color: black; vertical-align: middle; text-align: center; " class="yes table-yes2"\|Перемога                              | [ 53 ]    |       |
| 2013 | National Academy of Video Game Trade Reviewers Awards | style="background: #FDD; color: black; vertical-align: middle; text-align: center; " class="no table-no2"\|Номінація                                  | [ 53 ]    |       |
| 2013 | Game Developers Choice Awards                         | style="background: #FDD; color: black; vertical-align: middle; text-align: center; " class="no table-no2"\|Номінація                                  | [ 54 ]    |       |
| 2013 | Golden Joystick Awards 2013                           | style="background: #FDD; color: black; vertical-align: middle; text-align: center; " class="no table-no2"\|Номінація                                  | [ 55 ]    |       |
| 2013 | Golden Joystick Awards 2013                           | style="background: #FDD; color: black; vertical-align: middle; text-align: center; " class="no table-no2"\|Номінація                                  | [ 55 ]    |       |
| 2013 | Golden Joystick Awards 2013                           | style="background: #FDD; color: black; vertical-align: middle; text-align: center; " class="no table-no2"\|Номінація                                  | [ 55 ]    |       |
| 2013 | VGX                                                   | style="background: #FDD; color: black; vertical-align: middle; text-align: center; " class="no table-no2"\|Номінація                                  | [ 56 ]    |       |
| 2014 | 17th Annual D.I.C.E. Awards                           | style="background: #FDD; color: black; vertical-align: middle; text-align: center; " class="no table-no2"\|Номінація                                  | [ 57 ]    |       |